# Великий кам'янистий нерв

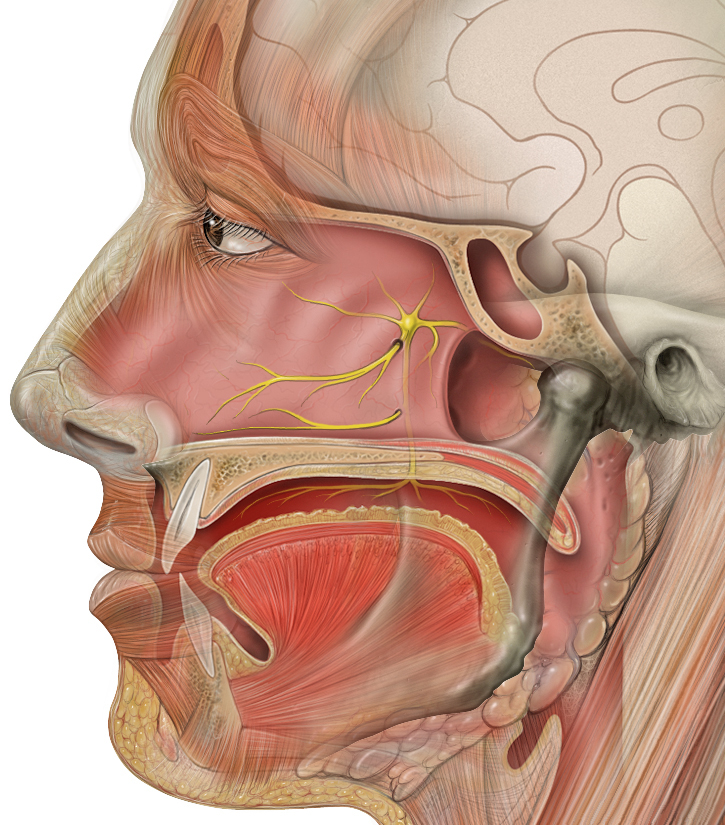
Завузлові волокна від крило-піднебінного вузла

Великий кам'янистий нерв (лат. nervus petrosus major), або парасимпатичний корінець крило-піднебінного вузла (лат. radix parasympathica ganglii pterygopalatini) – парасимпатична гілка лицевого нерва (VII пара черепних нервів). Основна функція – іннервація слізної залози та залоз слизової оболонки носової та ротової порожнин (не іннервує такі великі залози, як підщелепна та під'язикова слинні залози).

## Анатомія
Нерв складається з аксонів нейронів, розміщених у верхньому слиновидільному ядрі, яке розміщене в мості. Ці аксони виходять зі стовбура мозку у складі чутливої та парасимпатичної частини лицевого нерва – так званого проміжного нерва (лат. nervus intermedius). Опісля входять у внутрішній слуховий отвір, і в складі вже єдиного змішаного стовбура прямують лицевим каналом (лат. canalis facialis). Аксони транзитом проходять через колінчастий вузол і в ділянці колінця лицевого нерва нерва (лат. geniculum nervi facialis) вже відходять окремим стовбуром — власне великим кам'янистим нервом. Нерв через розтвір великого кам'янистого нерва (лат. hiatus nervi petrosi majoris) переходить на передню поверхню кам'янистої частини скроневої кістки. Звідси, через рваний отвір, нерв виходить із порожнини черепа, об'єднюється з глибоким кам'янистим нервом (лат. nervus petrosus profundus), який є симпатичним нервом, і утворює разом з ним нерв Відія. Цей нерв підходить до крило-піднебінного вузла, де передвузлові волокна великого кам'янистого нерва переключаються на завузлові волокна, що безпосередньо іннервують органи-мішені.

## Функція
Нерв іннервує слізну залозу, що проявляється в сльозовиділенні, та ряд дрібних залоз слизової оболонки ротової (в основному піднебіння) та носових порожнин, які продукують слиз.

## Ушкодження
У разі ушкодження нерва (ядра чи стовбура) всі вище перелічені функції випадатимуть.